# Эскин, Александр Григорьевич
Алекс Эскин (род. 19 мая 1965, Москва) — американский математик.

## Биография
Родился в семье математиков Григория Ильича Эскина и Марины Семёновны Эскиной; внук математика Семёна Израилевича Зуховицкого. В 1974 году эмигрировал с родителями в Израиль. 
В 1986 году закончил Калифорнийский университет в Лос-Анджелесе, затем магистратуру по физике в Массачусетском технологическом институте (1989) и по математике в Стэнфордском университете (1991). Диссертацию (PhD) защитил в 1993 году в Принстонском университете под руководством Питера Сарнака.
С 1994 года работает в Чикагском университете: с 1997 года — доцент, с 1999 года — профессор, с 2012 года — почётный профессор.

## Семья
- Брат — Элеазар Эскин, профессор информатики и генетики, заведующий отделением вычислительной медицины Калифорнийского университета в Лос-Анджелесе[6].

## Награды
- Премия Математического института Клэя (2007)
- Чернский приглашённый профессор (2016)
- Премия за прорыв в математике (2020)